# Кастиллея бледная
Кастиллея бледная (лат. Castilleja pallida) — вид травянистых растений рода Кастиллея (Castilleja) семейства Заразиховые (Orobanchaceae).

## Ботаническое описание
Полупаразит. Многолетнее травянистое растение высотой 25—50 см. Стебли прямые, неветвистые, покрытые сероватыми волосками.
Листья длиной 3—9 см, сидячие, очередные, линейно-ланцетные, острые.
Соцветие — кисть. Цветки бледно-желтого цвета. Венчик 22—30 мм длиной, с красноватым пятном.

## Синонимы
По данным The Plant List, в синонимику вида входят следующие названия:
- Bartsia acuminata Pursh
- Bartsia pallida L.
- Bartsia rubricoma Pall.
- Bartsia sibirica Pall.
- Castilleja acuminata (Pursh) Spreng.
- Castilleja acuminata Turcz.
- Castilleja haydenii (A.Gray) Greene
- Castilleja mexiae Eastw.
- Castilleja pallida var. acuminata (Pursh) MacMill.
- Castilleja pallida var. alpina Porter
- Castilleja pallida subsp. auricoma Pennell
- Castilleja pallida var. auricoma (Pennell) B.Boivin
- Castilleja pallida var. haydenii A.Gray
- Castilleja pallida subsp. mexiae Pennell
- Castilleja pallida subsp. pallida
- Castilleja pallida f. tincta Cockerell
- Castilleja sibirica Lindl.
- Rhinanthus pallidus (L.) Lam.

Инфравидовые ранги
- Castilleja pallida var. caudata (Pennell) B.Boivin — Кастиллея хвостатая
- Castilleja pallida var. yukonis (Pennell) J.M.Egger — Кастиллея юконская

## Экология и распространение
Лесостепной вид. Обитает в горных степях, на остепненных лугах, луговых и каменистых склонах, на лесных опушках.
В России встречается в Сибири и на Дальнем Востоке. Вне пределов России в Монголии и северном Китае.

## Охранный статус
Занесена в региональные Красные книги Свердловской, Тюменской областей, Красноярского и Пермского краёв.